# يو تاكاهاشي (ممثلة)
يو تاكاهاشي (باليابانية: 高橋ユウ؛ بالكانا: たかはし ユウ) هي عارضة أزياء وعارضة وممثلة يابانية، ولدت في 19 يناير 1991 في شيغا في اليابان.

## وصلات خارجية
- يو تاكاهاشي على موقع IMDb (الإنجليزية)
- يو تاكاهاشي على موقع قاعدة بيانات الفيلم (الإنجليزية)